# Саїд Іншалла-хан Інша
Саїд Іншалла-хан Інша (гінді:इंशा अल्ला खाँ, 1756—1817) — індійський урдумовний поет та письменник, вчений початку XIX ст.

## Життєпис
Походив з аристократичної родини. Його батько був лікарем при дворі Великих Моголів, який був вимушений втікати з Делі через вторгнення афганських військ на чолі із Ахмад-шахом Абдалі, оселившись у Муршідабаді, столиці Бенгалії. Саме тут народився Іншалла-хан. Родина повернулася до Делі у 1760 році за правління падишаха Шах Алама II. У 1780 році майбутній поет приєднується до військ великого візира й талановитого могольського військовика Мірзи Наджаф-хана. Під час військових походів проти сикхів та афганців проявив свій поетичний дар. завдяки Наджаф-хана потрапив до двору падишаха.
У 1788 році після повалення Шах Алама II афганцями на чолі із Гулям Кадиром Саїд Іншалла-хан перебрався до Лахкнау, столицю набобства Ауд. Тут у 1791 році затоваришував з могольським мірзою Сулейманом Шукохом, який тримав свій двір у Лакхнау. У 1798 році запрошується до двору Саадата Алі-хана II, набоба Ауда. Втім, наприкінці життя зазнав немилості володаря за свої жарти над ним. Тому помер у злиднях 1817 року.

## Творчість
Був поліглотом, складав вірші різними мовами: урду, турецькою, перською, арабською, пенджабі. Працював у жанрах газелі, рекхті, рубаї, маснаві, катат, ода.
Має значний доробок з прози. В цьому Саїду допомагало знання багатьох діалектів гінді. найвідомішою є «Повість про рані Кетаку» («Рані Кетаку ки Кахане», 1803 рік). Це історія кохання принца Удай Бхану і красуні княжни Кетаку, які, подолавши усілякі фантастичні перешкоди (не без допомоги надприродних сил), знаходять нарешті щастя. «Повість» виявляє разючу типологічну подібність з поетикою дастанов: герої з високого соціального середовища, стилістична одношаровість мови, контрастні характеристики персонажів, авантюрний сюжет, що часто розривається вставними епізодами, навмисна повчальність, атмосфера понавчарівності. Втім, зберігаючи спорідненість з епічною традицією, Іншалла-хан вводить нові обставини й реалії, часто позаіндійського походження. Новим був і підхід письменника до мови. Він використовував діалект кхарі-болі, поширений на значній території Північної Індії, але не став ще в той час літературною мовою, цей діалект був однаково зрозумілий індусам та мусульманам. Тому «Повість про рані Кетаку» вважається загальним надбанням літератур урду і гінді.
Відомий значною працею з лінгвістики урду — «Дар'я-е-латафат» 1807 року, де розкриваються граматика та риторика урду, дослідження діалектів Делі та Лакхнау. Лінгвістична термінологія, що представлена у цій роботі, використовується дотепер.